# Patrick Beneforti
Patrick Beneforti (Bastia, 28 ottobre 1980) è un ex calciatore francese, di ruolo centrocampista.

## Carriera
Nella stagione 2001-2002 ha giocato 28 partite (segnando 4 gol) con la maglia del Bastia nella massima serie francese.